# Мінськ (мотоцикл)

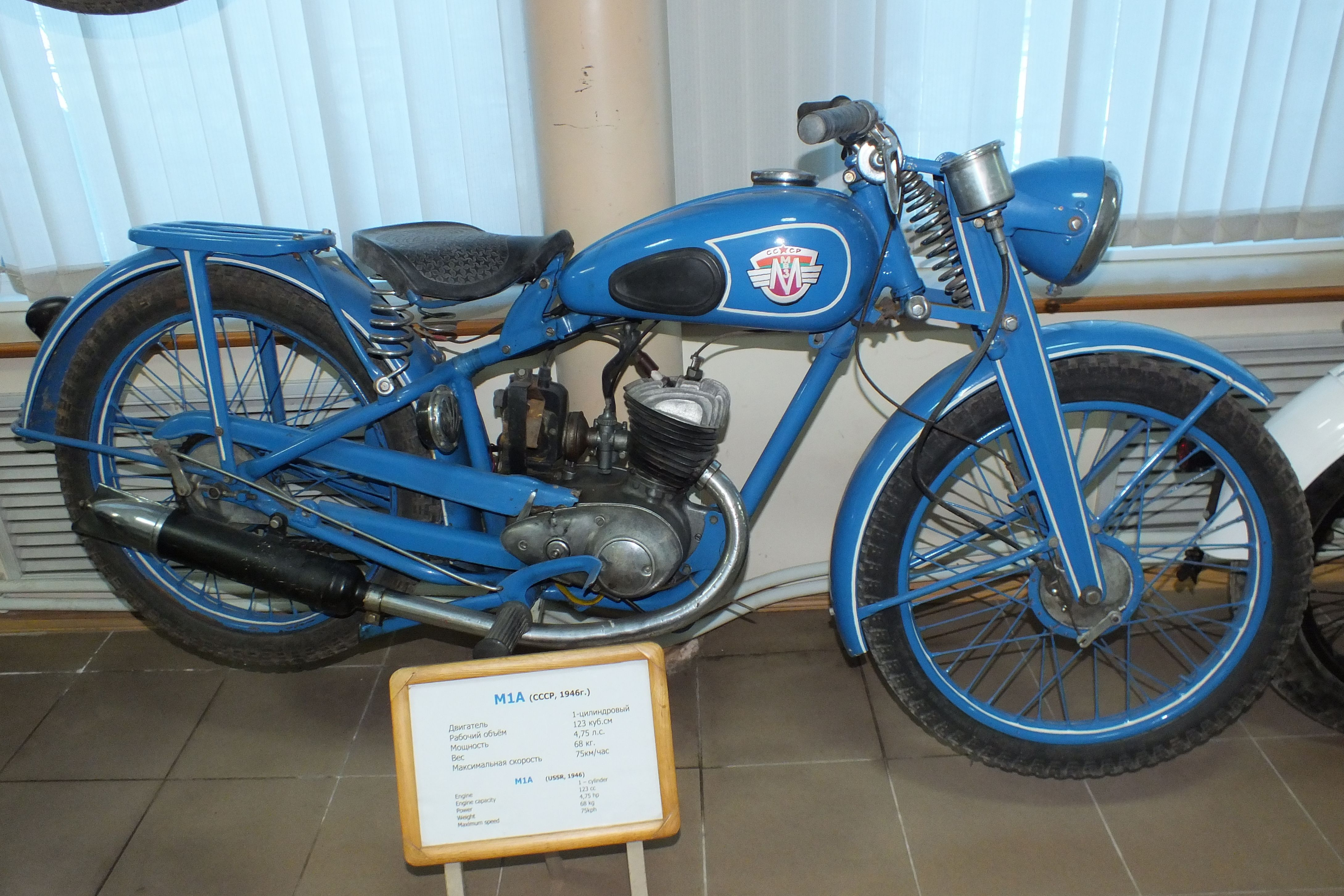
Перший мотоцикл виробництва ММВЗ модель М1А

«Мінськ» — (біл. Мінск, рос. Минск) марка легких дорожніх мотоциклів, виробництва Мінського мотоциклетно-велосипедного заводу (Білорусь, місто Мінськ).

## Випущені моделі

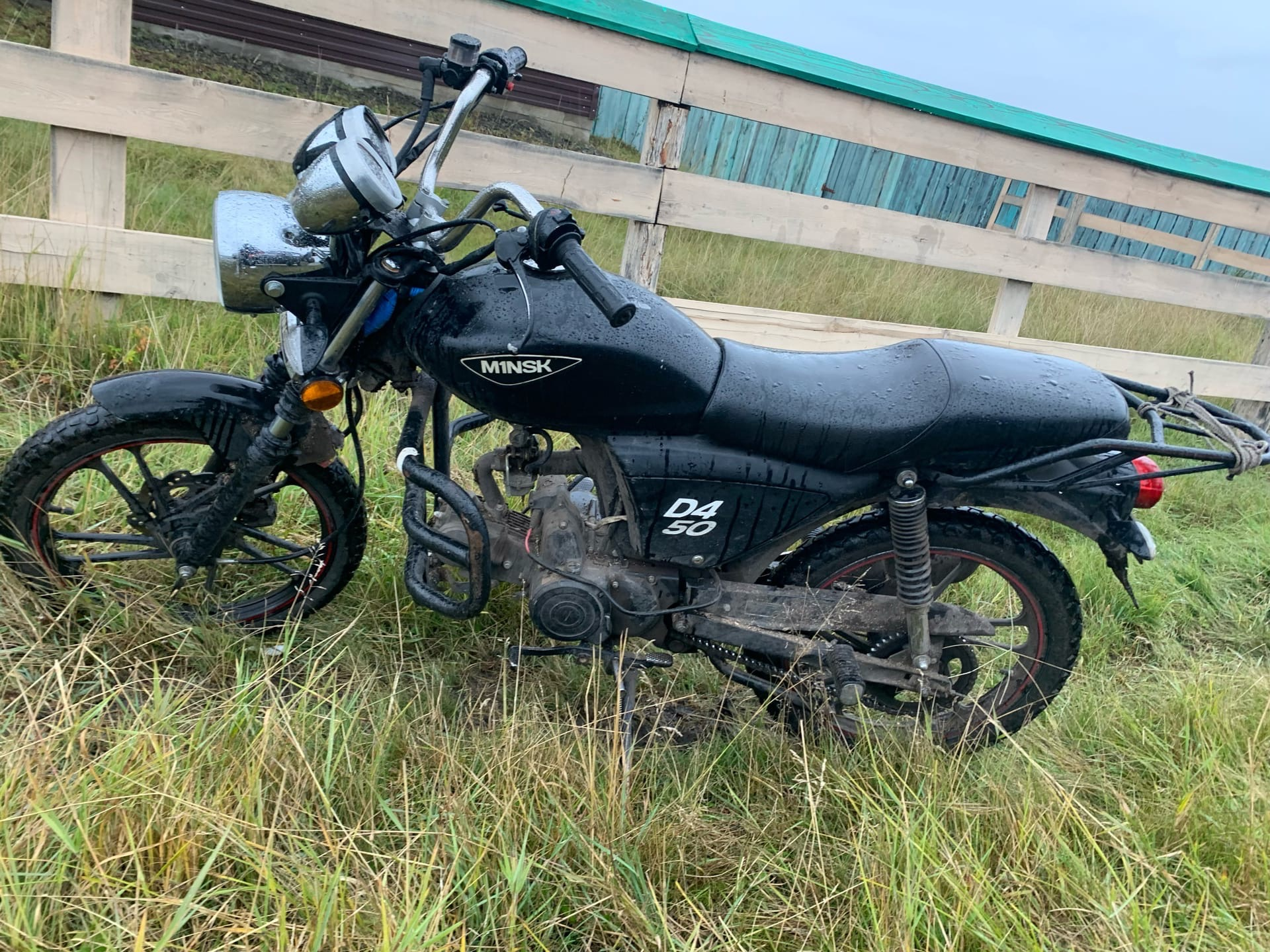
Мотоцикл Мінськ D4 50

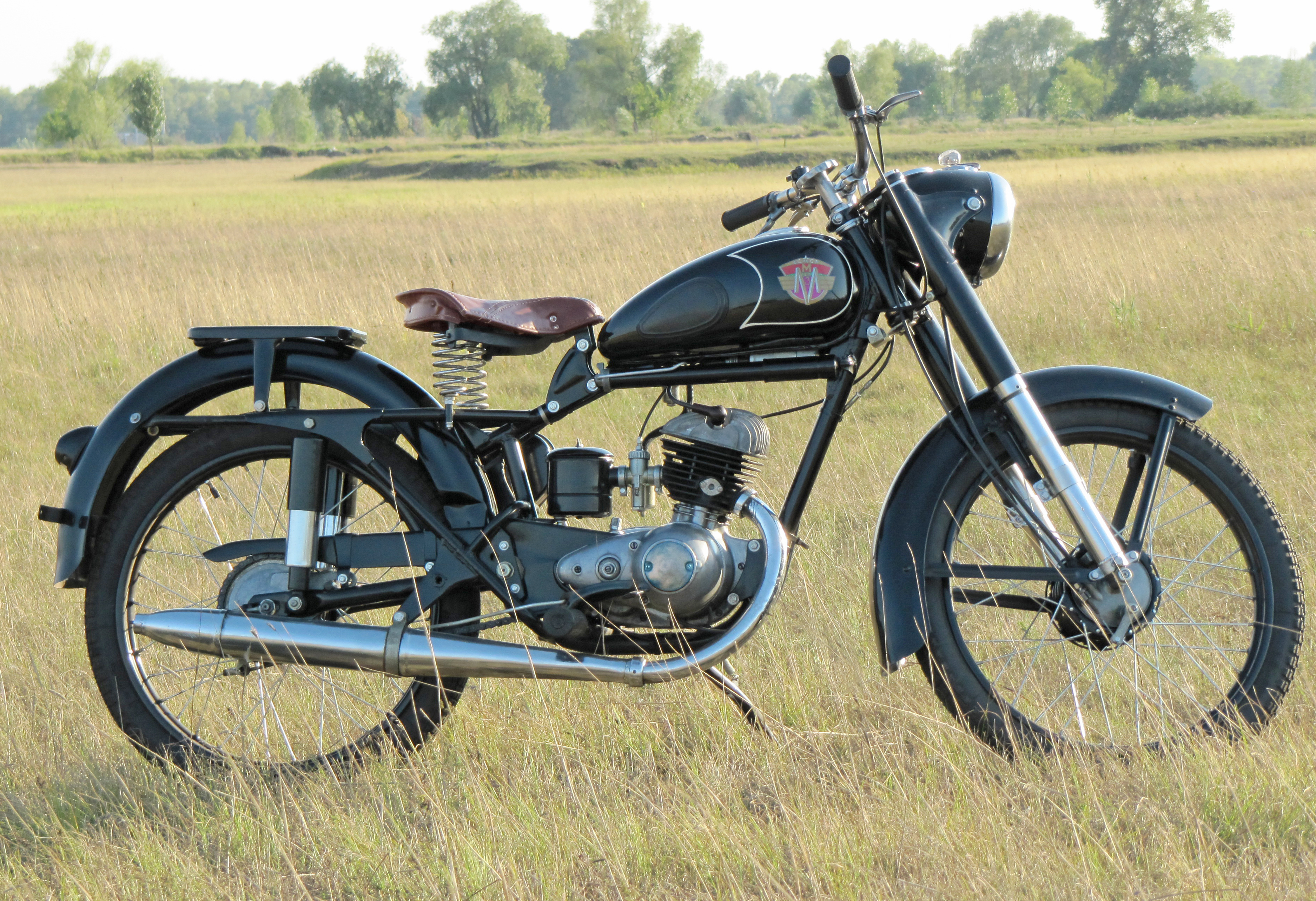
Мотоцикл "Мінськ" М-103 виробництва 1964 року

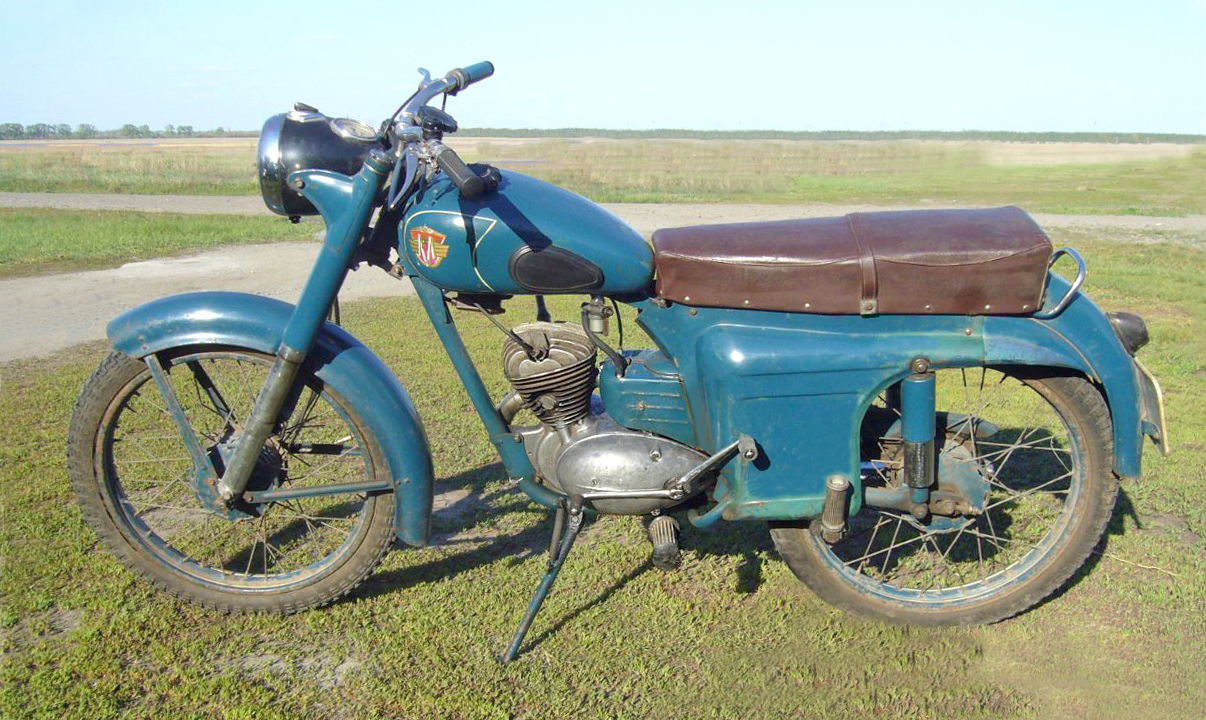
Мотоцикл "Мінськ" М-104

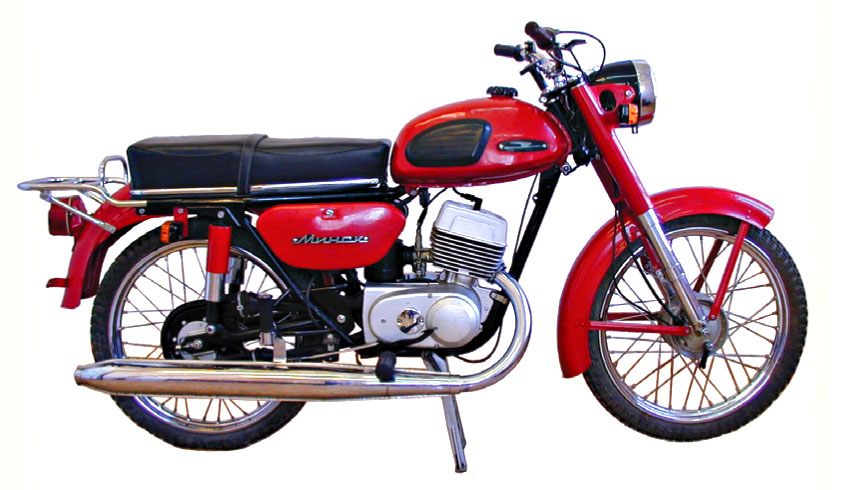
Наймасовіша модель мотоцикла "Мінськ" модель ММВЗ-3.111, 1973 рік

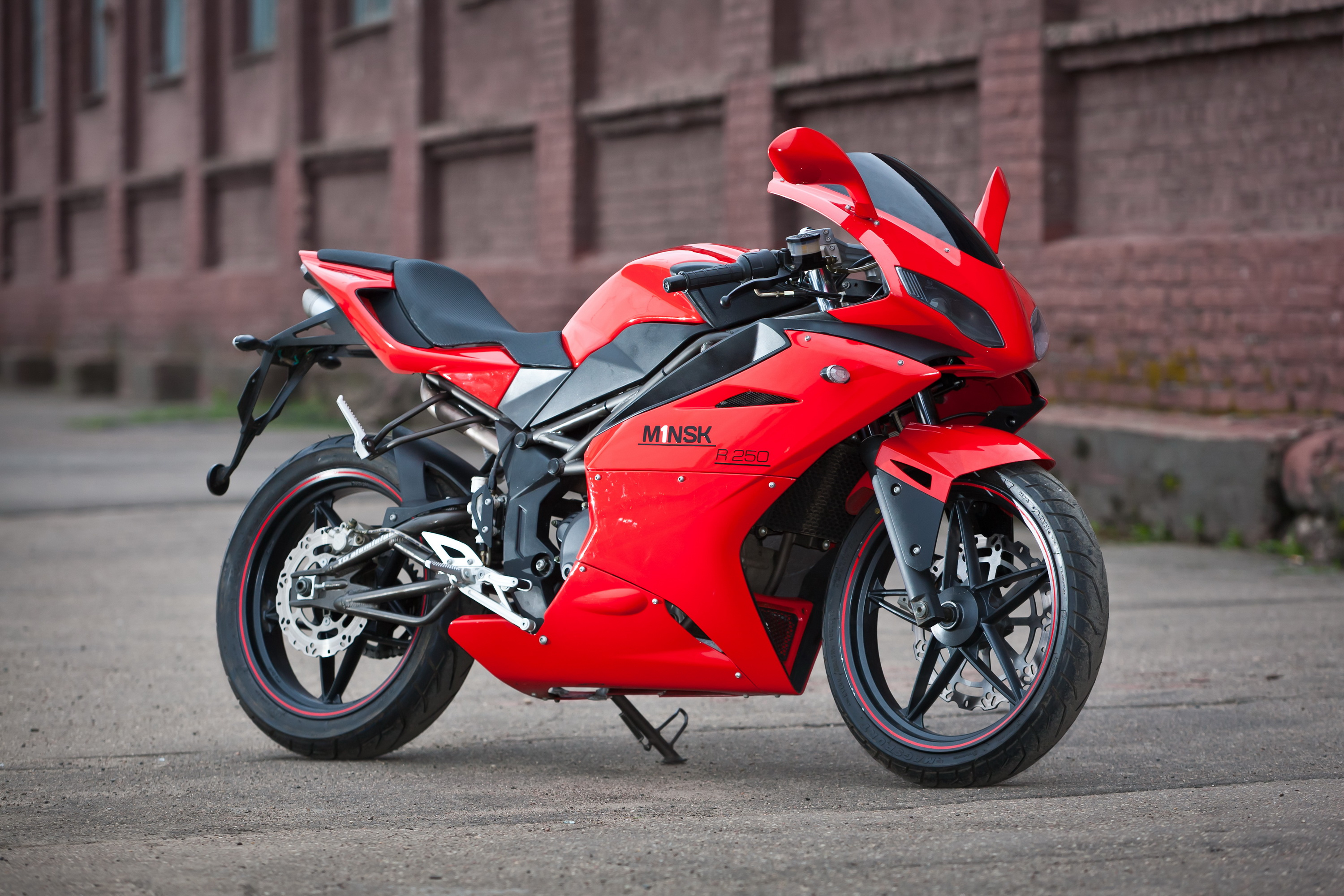
M1NSK R250

- М1А (1951–1956 рр..) — Одномісний мотоцикл з жорсткою підвіскою заднього колеса і коротковажільною передньою вилкою штовхаючого типу з пружинними амортизаторами, копія мотоцикла DKW RT 125. Кількість передач — 3, потужність двигуна — 4,25 к.с. при 4500 об/хв, максимальна швидкість 70 км/год.
- М1М (1956–1961 рр..) — Одномісний мотоцикл з маятниковою підвіскою заднього колеса і коротковажелевою передньою вилкою штовхаючого типу з пружинними амортизаторами. Кількість передач — 3, потужність двигуна — 5 к.с., максимальна швидкість 75 км/год.
- М103 (1962–1964 рр..) — Одномісний мотоцикл з маятниковою підвіскою заднього колеса і телескопічною передньою вилкою. Кількість передач — 3, потужність двигуна — 5 к.с., максимальна швидкість 75 км/год.

- М104 (1964–1967 рр..) — Двомісний мотоцикл з маятниковою підвіскою заднього колеса і телескопічною передньою вилкою. Кількість передач — 3, потужність двигуна — 5,5 к.с.
- М105 (1967–1971 рр..) — Модернізація М104. Новий двигун  потужністю — 7 к.с., кількість передач — 4, при 5500 об/хв, максимальна швидкість 80 км/год.
- М106 (1971–1973 рр..) — Модернізація М105. Кількість передач — 4, потужність двигуна — 9 к.с., максимальна швидкість 85 км/год. На мотоциклі вперше був встановлений багажник, який відтепер став обов'язковою приналежністю мінських мотоциклів.

- ММВЗ-3.111 (1973–1976 рр..)— У 1973 році Мінський мотовелозавод переходить до випуску нової моделі мотоцикла ММВЗ-3.111 який кардинально відрізняється від своїх попередників. Більш сучасним став і зовнішній вигляд мотоцикла, змінено форму бензобака, інструментальних скриньок  та кришок картера двигуна. Потужність двигуна була доведена до 9,5 к.с., що дозволило підвищити максимальну швидкість до 90 км / год., було встановлено нові шини на 18 "(3.00 - 18") на колеса з алюмінієвими маточинами, а замість контактно-масляного повітряного фільтра був застосований паперовий повітряний фільтр, в системі освітлення застосовується центральний перемикач світла. На мотоциклі 3.111 вперше встановлені покажчики поворотів. Одночасно з  випуском нової моделі завод переходить на міжнародну систему позначень та маркувань мототехніки:
  - ММВЗ — завод виробник;
  - 3 — клас мотоцикла (до 125 см³);
  - 1 — тип мотоцикла (дорожній);
  - 11 — заводський номер моделі.

- ММВЗ-3.115 (1976–1980 рр..) Подальша модернізація ММВЗ-3.111. Кількість передач — 4, потужність двигуна — 11 к.с., максимальна швидкість 95 км/год
- ММВЗ-3.112 (1980–1984 рр..) Подальша модернізація ММВЗ-3.111. Кількість передач — 4, потужність двигуна — 11,5 к.с., максимальна швидкість 98 км/год
  - ММВЗ-3.112.1 (1984–1986 рр..) Подальша модернізація ММВЗ-3.112. Кількість передач — 4, потужність двигуна — 12 к.с. при 6950 об/хв, найбільший момент, що крутить 1,2 кгс*м при 6800 об/хв., максимальна швидкість 100 км/год
  - ММВЗ-3.112.11 (1986–1992 рр..) Дефорсована сільська модель. Кількість передач — 4, потужність двигуна — 10 к.с., максимальна швидкість 80 км/год
  - ММВЗ-3.112.12 (1991–2000 рр..)
  - ММВЗ-3.112.14 (2000 — … рр..) Відрізняється напівобтічником з прямокутною фарою
  - ММВЗ-3.112.15 (2000 — … рр..) Відрізняється телескопічною передньою вилкою з алюмінієвими ковзаючими трубами. Кількість передач — 4, потужність двигуна — 10 к.с., максимальна швидкість 85 км/год
- ММВЗ-3.113
  - ММВЗ-3.1131 (1995 — … рр..) Рама дуплексного типу, нова конструкція передньої вилки з ковзаючою трубою з алюмінієвого сплаву і однотрубними газонаповненими амортизаторами.
  - ММВЗ-3.1134 (… — … рр..) Для експлуатації в лісовому господарстві.

- - ММВЗ-3.1135 (2003 — … рр..) Подальша модернізація ММВЗ-3.1131, відрізняється переднім напівобтічником з прямокутною галогенною фарою. Кількість передач — 4, потужність двигуна — 13 к.с., максимальна швидкість 85 км/год
  - ММВЗ-3.114 (2003 — … рр..) Має двигун виробництва китайської компанії Zongshen (4-тактний двигун ZS 156 з електростатером). Кількість передач — 5, потужність двигуна — 10,88 к.с., максимальна швидкість 85 км/год.
- Мінськ М4 200 (2008 — … рр..) — Нова перспективна модель мотоцикла з одноциліндровим 4-тактний двигуном робочим об'ємом 200 см³. Кількість передач — 5, запалювання — електронне, тип гальма — передній дисковий, задній барабанний, максимальна швидкість 110 км/год.
- Minsk M 125x (2010 — … рр..) — Позиціонується як позашляховик, але з туристичним обвісом.
- Minsk С4 200 (2010 — … рр..) — Міська модель з 200-кубовим 4-тактним двигуном Zongshen, для молоді.
- Minsk R 250 (2010 — … рр..) — Мотоцикл класу «Спорт». 4-тактний 1-циліндровий карбюраторний двигун SYM/Hyundai (виробництва Тайвань) з водяним охолодженням, 26 к.с. потужності, 6-ступенева КПП, пелюсткові дискові гальма. Мотоцикл являє собою копію англійського Megelli 250 R.
- Minsk C4 250 (2010 — … рр..) — Позашляховий мотоцикл, повторення старих моделей.
- Minsk X 200 (2010 — … рр..) — Класичний позашляховик.
- Minsk M4 200 (2010 — … рр..) — 200-кубовий 4-тактний двигун повітряно-масляного охолодження. Зовнішній вигляд повторює модельний ряд минулих років.